# Pottjärnen (Revsunds socken, Jämtland)
Pottjärnen är en sjö i Bräcke kommun i Jämtland och ingår i Ljungans huvudavrinningsområde.